# Julian Popowski
Julian Popowski (ur. 4 lutego 1904 w Warszawie, zm. 9 lipca 1961 we Wrocławiu) – polski kolarz, olimpijczyk z Amsterdamu 1928.
Zdobywca brązowego medalu mistrzostw Polski w roku 1928 w wyścigu szosowym.
Na igrzyskach olimpijskich w 1928 zajął 61. miejsce w indywidualnym wyścigu szosowym ze startu wspólnego, a w drużynowym (który był sumą czasów trzech zawodników z każdego kraju) Polacy zajęli 13. miejsce (w drużynie startowali Eugeniusz Michalak, Józef Stefański i Stanisław Kłosowicz, czas Popowskiego, jako najsłabszego z drużyny nie był zaliczany do wyniku zespołu).